# 杰沃恩·明吉
杰沃恩·明吉（英語：Jevaughn Minzie，1995年7月20日—）是一名牙买加短跑运动员。他是其中一位在100米项目上跑进10秒3的青年选手。
他曾在2016年里约奥运入选牙买加男子4×100米接力队，比赛中，他只参加预赛，最终凭借队友的决赛表现获得金牌。